# سوپ انار
سوپ انار یا آش انار  یک نوع آش است، که از ترکیبات انار، لپه، گوشت چرخ کرده، نعناع، ادویه و ترشی جات ساخته می‌شود. این سوپ در مناطقی از ایران  درست می‌شود. همچنین، مارشا مهران رمان‌نویس ایرانی آمریکایی در این‌باره در سال ۲۰۰۶ کتابی به عنوان سوپ انار منشر کرده‌است. این کتاب شامل یک دستورالعمل برای درست‌کردن این آش است.